# Iota Lyrae
Iota Lyrae (18 Lyrae) é uma estrela na direção da constelação de Lyra. Possui uma ascensão reta de 19h 07m 18.13s e uma declinação de +36° 06′ 00.6″. Sua magnitude aparente é igual a 5.25. Considerando sua distância de 832 anos-luz em relação à Terra, sua magnitude absoluta é igual a −1.78. Pertence à classe espectral B6IV. É uma estrela Be.